# Arlsdorf, Nemški Grebinj
Arlsdorf je naselje v Občini Nemški Grebinj v Okraju Šentvid ob Glini na Koroškem v Avstriji.